# Strelečko
Strelečko is een plaats in de gemeente Martinska Ves in de Kroatische provincie Sisak-Moslavina. De plaats telt 511 inwoners (2001).